# San Antonio, Coatlán del Río
San Antonio är en ort i Mexiko.   Den ligger i kommunen Coatlán del Río och delstaten Morelos, i den sydöstra delen av landet, 80 km söder om huvudstaden Mexico City. San Antonio ligger 1 025 meter över havet och antalet invånare är 263.
Terrängen runt San Antonio är huvudsakligen kuperad, men österut är den platt. Runt San Antonio är det ganska tätbefolkat, med 129 invånare per kvadratkilometer. Närmaste större samhälle är Puente de Ixtla, 18,5 km sydost om San Antonio. I omgivningarna runt San Antonio växer huvudsakligen savannskog.